# Chitipat Tanklang
Chitipat Tanklang (tiếng Thái: ชิติพัทธ์ แทนกลาง, sinh ngày 11 tháng 8 năm 1991), còn được biết với tên đơn giản Bank (tiếng Thái: แบงค์) là một cầu thủ bóng đá người Thái Lan thi đấu ở vị trí trung vệ.

## Sự nghiệp quốc tế
Anh đại diện U-23 Thái Lan ở Đại hội thể thao châu Á 2014.

## Danh hiệu

### Câu lạc bộ
Buriram United
- Giải bóng đá Ngoại hạng Thái Lan
  -  Vô địch (4): 2013 2014, 2015, 2017
- Cúp Hiệp hội Bóng đá Thái Lan
  -  Vô địch (2): 2013, 2015
- Cúp Liên đoàn Bóng đá Thái Lan
  -  Vô địch (2): 2013, 2015
- Toyota Premier Cup
  -  Vô địch (2): 2014, 2016
- Cúp Hoàng gia Kor
  -  Vô địch (4): 2013, 2014, 2015, 2016
- Giải bóng đá vô địch các câu lạc bộ sông Mê Kông
  -  Vô địch (1): 2015, 2016